# Salak Tinggi
Salak Tinggi, ook Salak, is een plaats in de Maleisische deelstaat Selangor.
Salak Tinggi telt 850 inwoners en is de hoofdplaats van het district Sepang.